# 皮利皮夫卡 (盧甘斯克州)
49°36′53″N 38°1′3″E / 49.61472°N 38.01750°E
皮利皮夫卡（烏克蘭語：Пилипівка）是位於烏克蘭東部的村莊，由盧甘斯克州斯瓦托韋區的下杜萬卡市鎮負責管轄。該村始建於1912年，面積0.91平方公里，海拔高度113米，2001年人口28，人口密度每平方公里30.9人。